# Fuiste mía
Fuiste mía è un singolo del duo musicale argentino MYA e del gruppo musicale statunitense Ha*Ash, pubblicato il 25 febbraio 2021 dalla Sony Music Argentina.

## Descrizione
La traccia, segna la prima collaborazione tra i due artisti. È stata scritta da Maxi Espindola, Agustín Bernasconi, Esteban Noguera e Andy Clay.

## Video musicale
Il video musicale, diretto da Martin Seipel, è stato girato nel 2021 nello Buenos Aires, Argentina da MYA e Houston, Texas, Stati Uniti d'America da Ha*Ash. È stato pubblicato su YouTube il 25 febbraio 2021.

## Tracce
Download digitale
1. Fuiste mía – 3:44 (Maxi Espindola, Agustín Bernasconi, Esteban Noguera, Andy Clay.)

## Formazione
- Ashley Grace - voce
- Hanna Nicole - voce
- Maxi Espindola - voce, ingegneria di registrazione
- Agustín Bernasconi- voce
- Juan Pablo Isaza Piñeros - produzione, programmazione, chitarra, pianoforte, ingegneria di registrazione
- Pablo Benito Revollo Bueno - produzione, programmazione, chitarra, pianoforte, ingegneria di registrazione
- Nicolás González Londoño - produzione, programmazione, pianoforte, ingegneria di registrazione
- Alan Ortega - ingegneria di registrazione
- Jean Rodríguez - ingegneria di registrazione, produzione vocale
- Curt Schneider - missaggio
- Dave Kutch - mastering
- Andrés Torres - batteria